# شهیندخت مولاوردی
شهیندخت مولاوردی (زادهٔ ۱ آبان ۱۳۴۴) سیاستمدار اصلاح‌طلب، حقوقدان، پژوهشگر و فعال امور زنان ایرانی است که در دولت دوازدهم از سال‌ ۱۳۹۶ تا ۱۳۹۷ به‌عنوان دستیار ویژه رئیس جمهور در امور حقوق شهروندی فعّالیت می‌کرد و در دولت یازدهم سمت معاون امور زنان و خانواده رئیس جمهور را برعهده داشت. او دبیرکل جمعیت حمایت از حقوق بشر زنان، مسئول کمیته حقوقی ائتلاف اسلامی زنان و همکار کمیسیونِ زنانِ جبهه مشارکت ایران اسلامی است.

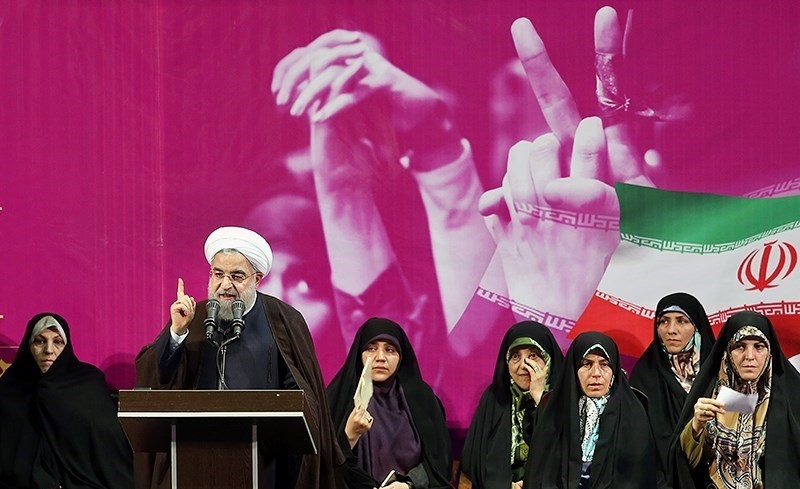
مولاوردی (سمت راست)، معصومه ابتکار و زهرا شجاعی در جمع زنان حامی حسن روحانی در سال ۱۳۹۶

## زندگی
شهیندخت مولاوردی در ۱ آبانِ ۱۳۴۴ در شهر خوی در استان آذربایجان غربی زاده شد. کودکی و نوجوانی را در خوی و چند سالی در شهر سردشت گذراند. در سال ۱۳۶۳ در دوره کارشناسی حقوق دانشگاه شهید بهشتی پذیرفته شد و به تهران رفت. پس از پایان دوره کارشناسی به مدت چهار سال در آموزش و پرورش منطقه ۳ تهران مشغول تدریس شد و دوره کارشناسی ارشد حقوق بین‌الملل خود را با رتبه اول در دانشگاه علامه طباطبایی طی کرد. انتخاب موضوع مرتبط با مسایل زنان برای پایان‌نامه آن دوره - بررسی اقدامات بین‌المللی مقابله با خشونت علیه زنان- آغاز فعالیت وی در زمینه مسائل حقوق زنان محسوب می‌شد.
مولاوردی دربارهٔ فعالیت در حوزه زنان گفته است:
«انتخاب موضوع مرتبط با مسایل زنان - بررسی اقدامات بین‌المللی مقابله با خشونت علیه زنان - برای پایان‌نامه دوره کارشناسی ارشد حقوق بین‌الملل دانشگاه علامه طباطبایی افق جدیدی پیش رویم گشود و با آن پا در وادی بی‌انتهایی نهادم که پشت سرگذاشتن آن جز با پایان عمر میسر نیست. درواقع قریب یک دهه قدم و قلم زدن در این وادی چنان نگاه و زاویه دیدی به من بخشید که دیگر به راحتی نمی‌توانم خود را از بند آن برهانم و زین پس این نگاه همیشه و همه جا با من است و همراهیم می‌کند.»
او در دولت سیّد محمّد خاتمی مدیر ارتباطات بین‌الملل مرکز امور مشارکت زنان ریاست جمهوری و پیش از انتخاب به عنوان معاون امور زنان و خانواده ریاست جمهوری در کابینهٔ حسن روحانی، دبیرکل جمعیت حمایت از حقوق بشر زنان و مسئول کمیته حقوقی ائتلاف اسلامی زنان بود.

## ترکِ برنامهٔ زندهٔ تلویزیون
در ۱۱ بهمن ۱۴۰۰ زهرا شجاعی و معصومه ابتکار و شهیندخت مولاوردی به یک برنامه تلویزیونی دعوت شدند تا دربارهٔ اقدامات خود در دوران مسئولیت برای حمایت از زنان، دختران و خانواده انجام داده‌اند یک گزارش به مردم دهند و همچنین پاسخ انتقادات وارد شده در دوران مسولیت‌شان را بدهند. برنامه فقط با حضور زهرا شجاعی و شهیندخت مولاوردی برگزار شد. اشاره به اقدامات زهرا شجاعی، معصومه ابتکار و شهیندخت مولاوردی دربارهٔ موضوعاتی مانند اجرا سیاستگذاری در حوزه زنان، اجرا برنامه اقدام محلی- تغییر جهانی، کودک همسری و روسپی‌گری، سلامت زنان و رفتارهای پرخطر با تمرکز بر تن‌فروشی، اجرا برنامه یونیسف برای حمایت از کارگران جنسی و روسپی‌گری، حمایت از همجنسگرایان و براندازان، دیدار با جاسوسان امنیتی و مسائل بسیار دیگر از سوی زنان منتقد مطرح شد. زهرا شجاعی و شهیندخت مولاوردی در میان صحبت‌های زنان منتقد به عملکردشان، برنامه تلویزیونی را ترک کردند و سپس از زنان منتقد و برنامه تلویزیونی در دادگاه شکایت کردند و در شبکه‌های اجتماعی زنان منتقد را فاسق خواندند.

## حواشی، اتهامات و کیفرخواست
۲۴ تیر ۱۳۹۹ اعلام شد که شهیندخت مولاوردی با شکایت دستگاه امنیتی و انتظامی کشور با ۳ عنوان اتهامی در دادسرای فرهنگ و رسانه مجرم شناخته شد و کیفرخواست نامبرده صادر و جهت رسیدگی به دادگاه ارسال شد. مولاوردی با اتهاماتی مانند فعالیت تبلیغی علیه جمهوری اسلامی، تشویق به فساد و فحشا و در اختیار قرار دادن اطلاعات و اسناد طبقه‌بندی شده با هدف برهم زدن امنیت کشور مواجه گردیده و نهایتاً توسط قوه قضاییه مجرم شناخته و به دو سال و نیم زندان محکوم شد. او در ۲۵ خرداد ۱۴۰۱ اعلام کرد از تمامی آن اتهامات تبرئه شده‌است.
در ۲۷ اردیبهشت ۱۳۹۹ مولاوردی به مناسبت روز جهانی خانواده در کانال تلگرامی خود پستی منتشر کرد که نمایش دو زن و یک فرزند یا دو مرد و یک فرزند به عنوان خانواده در آن، تصویری از ازدواج همجنس‌گرایان را نشان می‌داد. این مسئله موجب شد فعالان حوزه خانواده و زنان به انتشار عکسی که منجر به ترویج همجنس‌گرایی و عادی جلوه دادن خانواده همجنس‌گرا شده، واکنش نشان دهند. مولاوردی پس از حذف این پست توضیح داد که در شرایط خواب و بیداری آن را منتشر کرده‌است.

## حضور در دولت روحانی

### معاونت امور زنان و خانواده در دولت یازدهم
در ۱۶ مهر ۱۳۹۲ حسن روحانی، رئیس‌جمهور ایران، طی حکمی، مولاوردی را به عنوان معاون رئیس‌جمهور در امور زنان و خانواده تعیین نمود. روحانی در حکم انتصاب خود خانم مولاوردی را دارای تجارب ارزشمند در امور زنان و خانواده معرفی کرد.

#### ازدواج دختران زیر ۱۵سال
معاون امور زنان و خانواده ریاست جمهوری ایران در مورد ازدواج دختران زیر ۱۵ سال گفته‌است: «قانون در برخی موارد اجازه ازدواج به دختران پایین‌تر از سن قانونی و تکلیف را داده‌است که باید این قانون اصلاح شود». تازه‌ترین آمار رسمی در ایران نشان می‌دهد که در سال گذشته، بیش از پنج درصد زنانی که در ۹ ماهه نخست سال ۱۳۹۲ (فروردین تا آذر ۱۳۹۲) ازدواج کرده‌اند کمتر از ۱۵ سال سن داشته‌اند؛ یعنی بر اساس آمار رسمی، ازدواج نزدیک به ۳۱ هزار دختر زیر ۱۵ سال طی این مدت به ثبت رسیده‌است. بنابر قانون مصوب سال ۱۳۸۱ حداقل سن قانونی ازدواج در ایران برای پسران ۱۵ سال تمام و برای دختران ۱۳ سال است با این‌حال قانونگذار، ازدواج دختران و پسران پایین‌تر از سن قانونی را با رعایت سه شرط اجازه ولی، رعایت مصلحت، و تشخیص دادگاه صالح امکان‌پذیر کرده‌است.

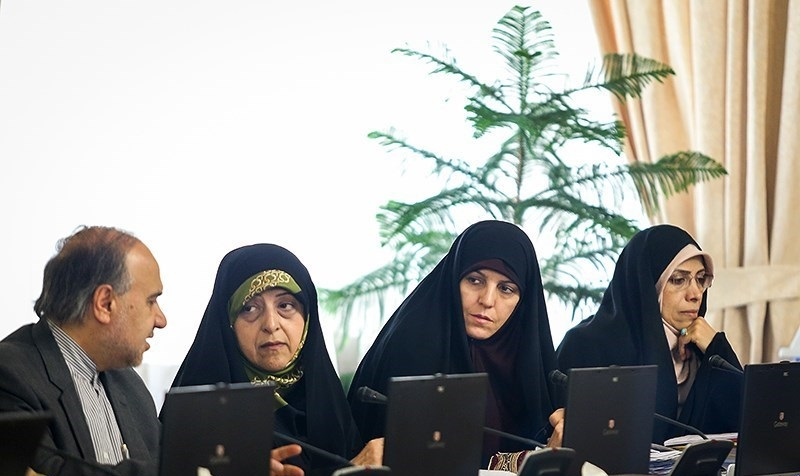
مولاوردی درکنار معصومه ابتکار در جلسه هیئت دولت یازدهم

#### دیدار با پاپ
مولاوردی روز بیست و سوم اسفند ۱۳۹۳ در سفر به واتیکان به عنوان نخستین مقام رسمی و دولتی ایران با پاپ فرانسیس رهبر مذهبی کاتولیک‌ها در واتیکان دیدار و گفتگو کرد.

#### حضور زنان در استادیوم والیبال
مولاوردی از طرفداران حضور زنان ایرانی در استادیوم مسابقات والیبال است. این موضعگیری وی با انتقاد از جانب فراکسیون زنان مجلس روبرو شد.

#### خرید و فروش کودک
مولاوردی همچنین در گزارش‌های از خرید و فروش کودک در ایران خبرداده بود و خواستار رسیدگی به این پدیده اجتماعی بود. او همچنین با حضور در برنامه تلویزیونی متن حاشیه دربارهٔ این موضوع و در پاسخ به مجری برنامه گفت: یعنی ما حرف نزنیم؟ سکوت کنم چون رسانه‌های خارجی به حرف‌های من می‌پردازند؟ در خصوص آسیب‌های اجتماعی من مسئولیت دارم و نمی‌توانم روی حقیقت سرپوش بگذارم.
مولاوردی همچنین به خاطر اظهاراتش دربارهٔ اعدام در سیستان و بلوچستان و روستاهایی که تمام مردان آن اعدام شده‌اند و به اتهام نشر اکاذیب به دادگاه احضار شد.

#### انتقاد به دولت یازدهم
شهیندخت مولاوردی در ۱۰ مرداد ۱۳۹۲ مولاوردی به عنوان دبیرکل جمعیت حمایت از حقوق بشر زنان و مسئول کمیته حقوقی ائتلاف اسلامی زنان در در نشست «سهم زنان در دولت تدبیر و امید» حضور یافت. او در این نشست از نقش کمرنگ زنان در کابینهٔ پیشنهادی دولت یازدهم، به شدت انتقاد کرد و گفت: «با چه استدلالی سهم زنان در یک لیست سی و سه نفره، صفر است؟ چرا به زنان اعتماد نمی‌کنند و تناسب رشته با پست مدیریتی را به زبان می‌آورند، در حالی که یک پزشک اطفال شانزده سال وزیر امورخارجه کشور بوده‌است. ای کاش دولت جدید، نسبته به اتفاقات خوبی که در سال‌های اخیر رخ داده، بی‌توجهی نکرده و پل‌هایی که زده شده بود را و خراب نمی‌کرد. باید بدانیم جامعه هزینه نابرابری جنسیتی و معطل گذاشتن نیمی از نیروی انسانی را بایستی بپردازد و دود آن به چشم همه جامعه خواهد رفت.»

### دستیار ویژه رئیس‌جمهور در امور حقوق شهروندی در دولت دوازدهم
با روی کار آمدن دولت دوم حسن روحانی، وی در ۱۸ مرداد ۱۳۹۶ طی حکمی شهیندخت مولاوردی را به عنوان دستیار ویژه رئیس‌جمهور در امور حقوق شهروندی منصوب و معصومه ابتکار، را جایگزین وی در معاونت امور زنان و خانواده ریاست جمهوری نمود.

### جمعیت حمایت از حقوق بشر زنان
با تأکید وزارت کشور بر برگزاری کنگره احزاب تا تاریخ ۱۵ خرداد ۱۳۹۷ جمعیت حمایت از حقوق بشر زنان نخستین کنگره خود را در تاریخ ۱۱ خرداد ۱۳۹۷ برگزار و اعضای شورای مرکزی آن انتخاب و با مصوبه شورای مرکزی، شهیندخت مولاوردی به عنوان دبیرکل جمعیت حمایت از حقوق بشر زنان انتخاب شد.

### بهاییان
شهیندخت مولاوردی برای جلوگیری از بستن کسب‌وکار بهاییان توسط نیروهای انتظامی و امنیتی، تلاش کرده بود.

### دختران خیابان انقلاب
او جنبش اعتراضی دختران خیابان انقلاب را نافرمانی مدنی می‌دانست. او گفته بود: «اگر در سمت دولتی نبودم قطعاً صریح‌تر از این اظهار نظر می‌کردم… تا زمانی که در این کشور رعایت حجاب شرعی، قانون است، باید به آن احترام گذاشت. اما من شخصاً برخورد قهری با دختران خیابان انقلاب را نمی‌پسندم».

## بازنشستگی
براساس قانون ممنوعیت به‌کارگیری بازنشستگان که در تابستان سال ۱۳۹۷ به تصویب مجلس شورای اسلامی رسیده‌است. شهیندخت مولاوردی در روز شنبه سوم آذر ۱۳۹۷ بازنشسته شد و سمت دستیار رئیس‌جمهور در امور حقوق شهروندی را ترک کرد. با بازنشستگی مولاوردی، این جایگاه دولتی نیز منحل گردید.

## نگارخانه

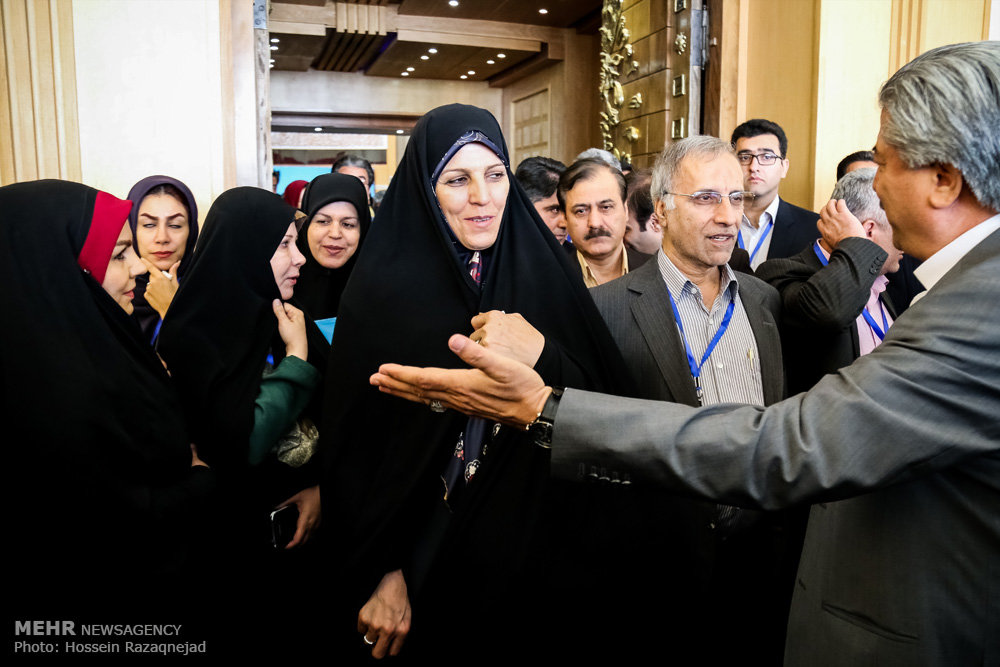
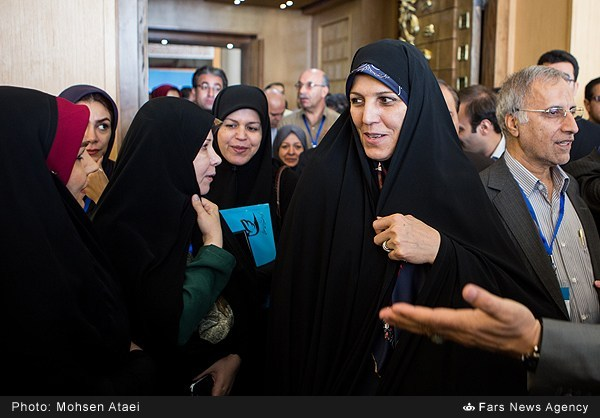
اولین کنگره حزب اتحاد ملت ایران صبح پنجشنبه بیست و نهم مرداد ماه با حضور شهیندخت مولاوردی معاون امور زنان ریاست جمهوری، محمد‌رضا عارف، محمدعلی ابطحی، غلامحسین کرباسچی و جمعی از فعالان اصلاح طلب و چهره های حزب مشارکت در سالن اجلاس سران برگزار شد.
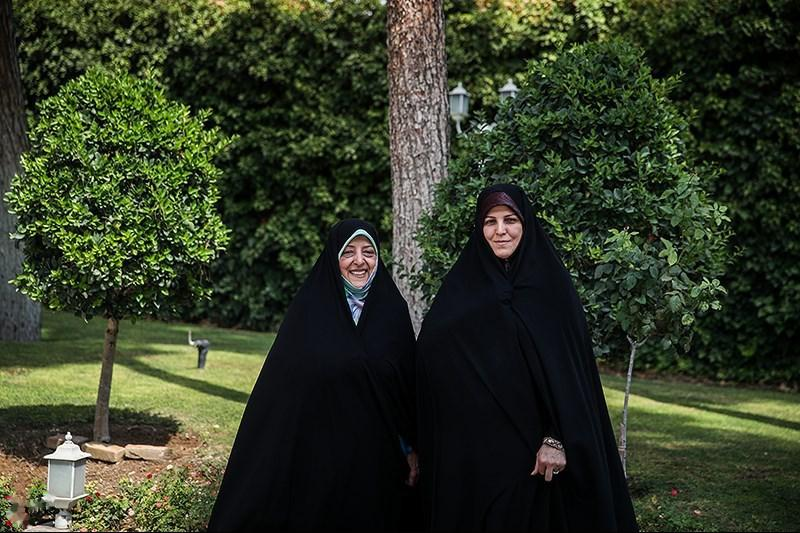
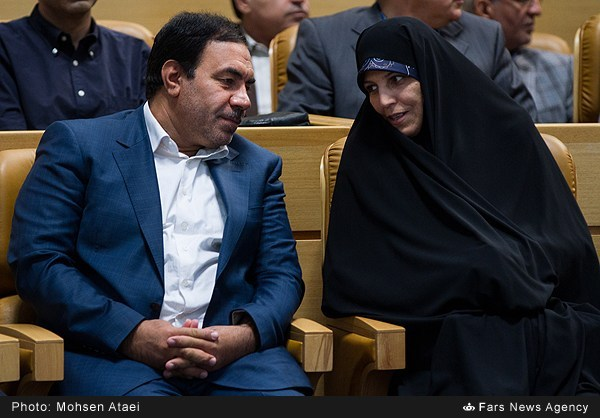
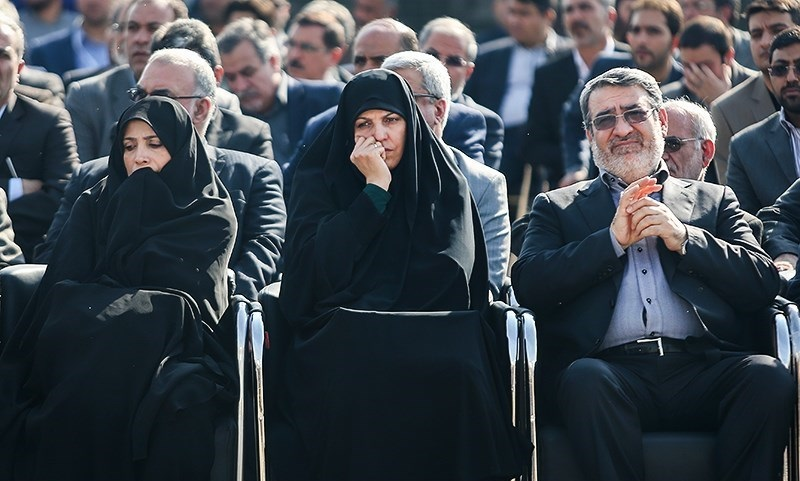
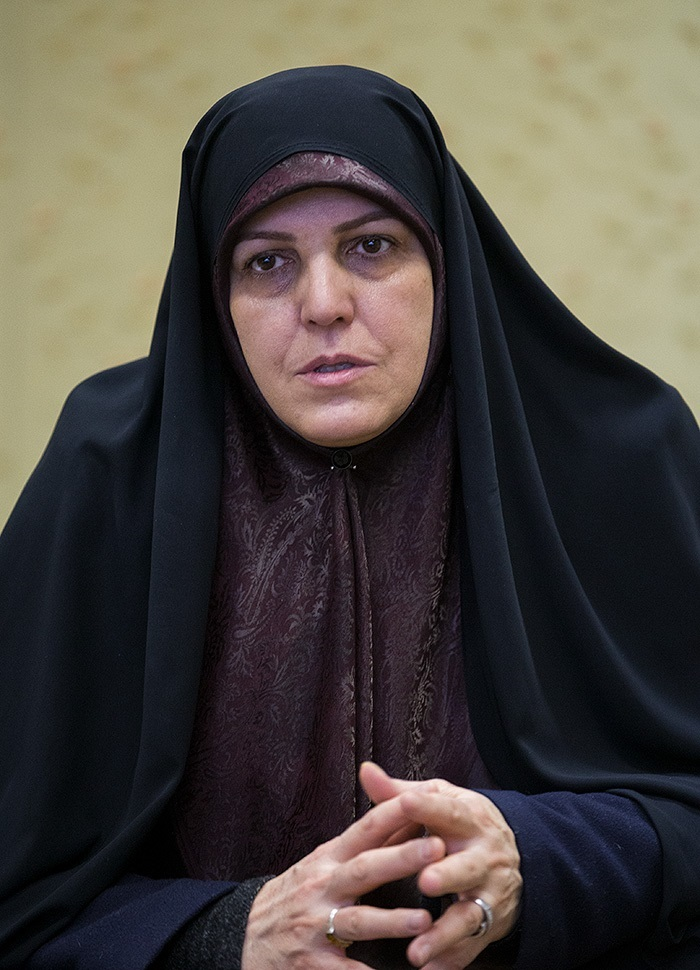
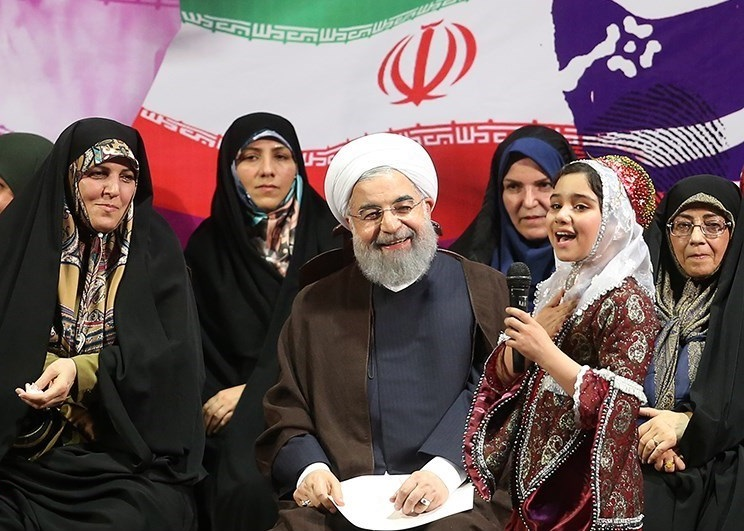
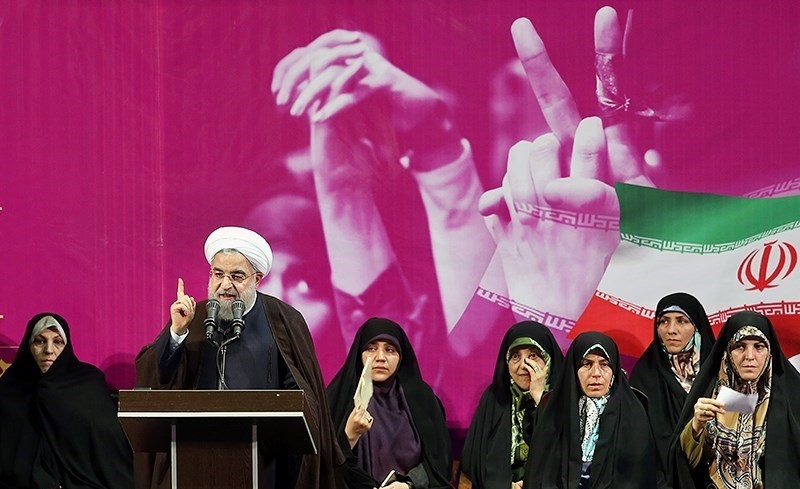
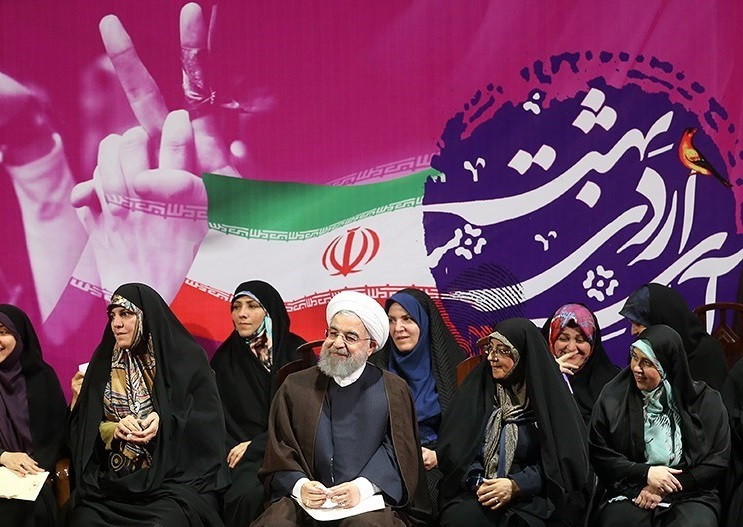
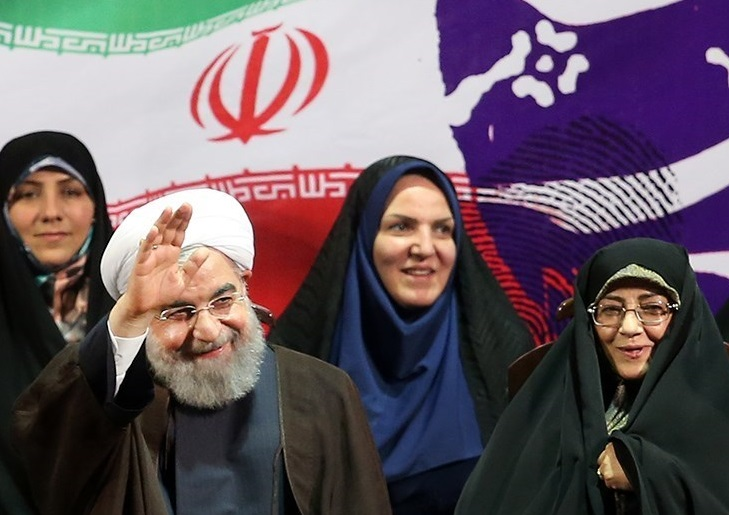

## کتاب‌شناسی

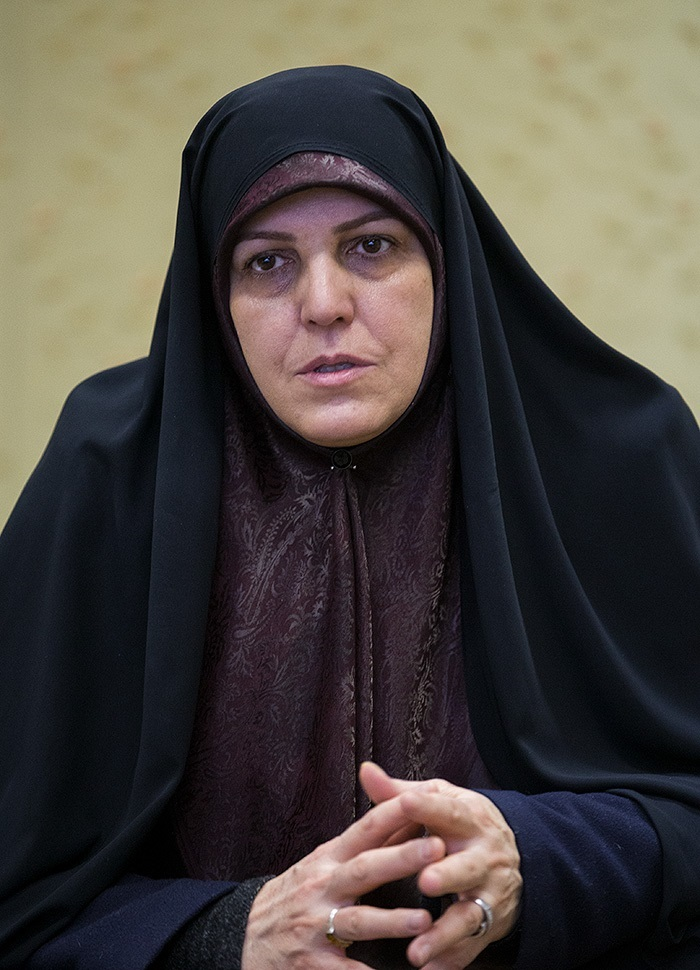
مولاوردی در سال ۱۳۹۸